# Wolfgang Pohl (Politiker, 1953)
Wolfgang Pohl (* 14. Dezember 1953 in Frankfurt (Oder)) ist ein deutscher Politiker (SPD). Er ist ehemaliges Mitglied des Landtages Brandenburg, von 1992 bis 2002 war er Oberbürgermeister von Frankfurt (Oder).

## Leben
Wolfgang Pohl besuchte in den Jahren 1960 bis 1970 die Polytechnische Oberschule und machte von 1970 bis 1972 eine Berufsausbildung zum Elektronikfacharbeiter. Er arbeitete danach bis zum Jahr 1977 in diesem Beruf und machte von 1972 bis 1974 sein Abitur. 1977/78 arbeitete er als Lehrer ohne pädagogische Ausbildung. In den Jahren 1978 bis 1982 absolvierte er ein Studium der Geografie und Sport an der Humboldt-Universität zu Berlin und schloss dieses als Diplomlehrer ab. Von 1982 bis 1990 war er als Lehrer tätig. In den Jahren 1990 bis 1992 war er als Dezernent in der Stadtverwaltung Frankfurt (Oder) beschäftigt und wurde 1992 zum Oberbürgermeister der Stadt gewählt. Dieses Amt hatte er bis 2002 inne. Von 2002 bis 2004 arbeitete er als selbstständiger Wirtschaftsberater.
Wolfgang Pohl ist verheiratet und hat drei Kinder.

## Politik
Im Jahr 1989 engagierte Wolfgang Pohl sich als Mitglied im Neuen Forum und war für sie Mitglied am Runden Tisch. Für das Neue Forum stellte er sich auch erfolgreich zur Oberbürgermeisterwahl. 1998 trat er der SPD bei.
Wolfgang Pohl war bereits von Oktober 1990 bis 1994 Mitglied des Landtages Brandenburg. Zu dieser Zeit saß er in der Fraktion vom Bündnis 90. 2004 konnte er als Nachrücker für die SPD erneut ins Parlament einziehen. Er zog für Reinhold Dellmann ins Parlament, der zum Staatssekretär des brandenburgischen Ministeriums für Infrastruktur und Raumordnung berufen wurde.
In der vierten Legislaturperiode (2004–2009) war Wolfgang Pohl Mitglied im Ausschuss für Haushaltskontrolle und von 2007 bis 2009 Vorsitzender im Ausschuss für Wirtschaft, dem er als einfaches Mitglied angehört hat. In der ersten Wahlperiode war er als Mitglied in verschiedenen Ausschüssen vertreten: im Ausschuss für Ernährung, Landwirtschaft und Forsten (1990 bis 1991), im Ausschuss für Haushaltskontrolle (1990 bis 1991), im Ausschuss für Wissenschaft, Forschung und Kultur (1990 bis 1994) sowie im 1991/92 im Untersuchungsausschuss 1/1 (Thema: Zum Verhalten des Ministers für Stadtentwicklung, Wohnen und Verkehr Jochen Wolf in Grundstücksangelegenheiten).
Bei der Landtagswahl 2009 verpasste Pohl den Wiedereinzug in das Landesparlament, er konnte sich weder in seinem Wahlkreis gegen Axel Henschke durchsetzen noch über die Landesliste (Platz 29) einziehen und schied aus dem Landtag aus. Am 1. September 2011 rückte er erneut in den Landtag nach, nachdem wiederum der Abgeordnete Reinhold Dellmann sein Mandat niedergelegt hatte. Auch bei der Landtagswahl 2014 konnte Pohl kein Mandat erringen, da er im Wahlkreis an René Wilke scheiterte und Platz 29 auf der Landesliste der SPD nicht für einen Einzug ausreichte. Zum 1. August 2018 rückte er erneut in den Brandenburger Landtag nach, da der Abgeordnete Daniel Kurth Landrat im Kreis Barnim wurde. Im Jahr 2019 schied er aus dem Landtag aus.